# Bishop's Caundle
Bishop's Caundle är en ort och civil parish i Storbritannien.   Den ligger i kommunen Dorset och riksdelen England, i den södra delen av landet, 170 km väster om huvudstaden London. Bishop's Caundle ligger 75 meter över havet och antalet invånare är 390.
Terrängen runt Bishop's Caundle är platt. Runt Bishop's Caundle är det ganska tätbefolkat, med 108 invånare per kvadratkilometer. Närmaste större samhälle är Yeovil, 15,3 km väster om Bishop's Caundle. Trakten runt Bishop's Caundle består till största delen av jordbruksmark.